# 吳濁流集
《吳濁流集》為吳濁流原作，彭瑞金主編的小說。1991年前衛出版社出版，1995年再版。2016年，〈先生媽〉改編為電視劇《閱讀時光2》的其中一單元。

## 外部連結
- 豆瓣读书上《吳濁流集》的資料 （简体中文）
- 豆瓣电影上《吳濁流集-先生媽》的資料 （简体中文）